# Levan Zakareichvili
Levan Zakareichvili, (en géorgien : ლევან ზაქარეიშვილი), né le 17 mai 1953 à Tbilissi en Géorgie (à l'époque en URSS) et décédé le 21 août 2006 à Tbilissi, est un scénariste et réalisateur, géorgien et soviétique,. Son film Tbilissi-Tbilissi a été proposé à l'Oscar du meilleur film en langue étrangère en 2005.

## Biographie
Levan Zakareichvili est diplômé de l'Université d'État de Tbilissi, puis, complète ses études aux cours supérieurs de réalisateurs à Moscou. Son film Isini est projeté au Festival de Cannes de 1992.
En 2006, Zakareichvili est lauréat du prix Nika du meilleur réalisateur de la Communauté des États indépendants et pays Baltes pour le film Tbilisi-Tbilisi, qui raconte le désarroi et la lutte pour la survie des habitants de la capitale géorgienne après la dislocation de l'URSS.

## Filmographie

### Longs métrages
- 2005 : en géorgien : თბილისი-თბილისი, en français : Tbilissi-Tbilissi
- 1992 : en géorgien : ისინი (Isini phonétiquement), en français : Ceux là

### Courts métrages
- 1986 : en géorgien : თემო, en français : Temo
- 1985 : en  géorgien : ნისლი, en français : Brouillard
- 1984 : en géorgien : მამა, en français : Le Père

## Récompenses
- GoEast - Lili d'or en 2006 - Meilleur film: Tbilisi-Tbilisi
- Nika - 2006 pour Tbilisi-Tbilisi